# Peter W. von Weymarn
Peter W. von Weymarn, mit vollständigem Taufnamen: Peter Wilhelm Alexander Konstantin von Weymarn (* 2. Juli 1936 in Reval/Estland; † 26. Oktober 2023 in Hamburg), war zwischen 1968 und 1998 Leiter und Geschäftsführer des Weinguts Heyl zu Herrnsheim. Der Astrophysiker war zwischen 1972 und 1978 Präsident des Verbandes der Deutschen Prädikatsweingüter (VDP) und 1985 Mitgründer des Bundesverbandes Ökologischer Weinbau e.V. (heute Ecovin).

## Familie
Von Weymarn stammt aus einem deutschbaltischen Adelsgeschlecht. Die Familie musste als Folge des Hitler-Stalin-Paktes im November 1939 Estland verlassen. Nach einem Zwischenaufenthalt im sogenannten Warthegau während des Zweiten Weltkriegs folgte 1945 die Flucht nach Niedersachsen. Nach Stationen im Landkreis Hameln-Pyrmont und Stuttgart folgten Studienjahre in Heidelberg und Zürich. Von Weymarn hatte mit seiner Frau Isa drei Kinder und war zuletzt verwitwet.

## Berufliche Laufbahn
Von Weymarn arbeitete nach Ende seines Studiums als Astrophysiker im Max-Planck-Institut für Kernphysik in Heidelberg, wechselte allerdings nach krankheitsbedingtem mehrjährigem Berufsausfall 1968 den Beruf zum Leiter des Niersteiner Weinguts, das seine Frau mit ihren Geschwistern geerbt hatte. Als Kritiker des Weingesetzes von 1971 appellierte er im folgenden Jahr vehement gegen die geplante Selbstauflösung des (damals noch) „Verbands Deutscher Naturweinversteigerer“ und wurde in der Folge zum Präsidenten des VDP gewählt, dem er wesentliche Impulse gab. Unter seiner Präsidentschaft wurde die „Mainzer Weinbörse“ ins Leben gerufen.